# Pertle

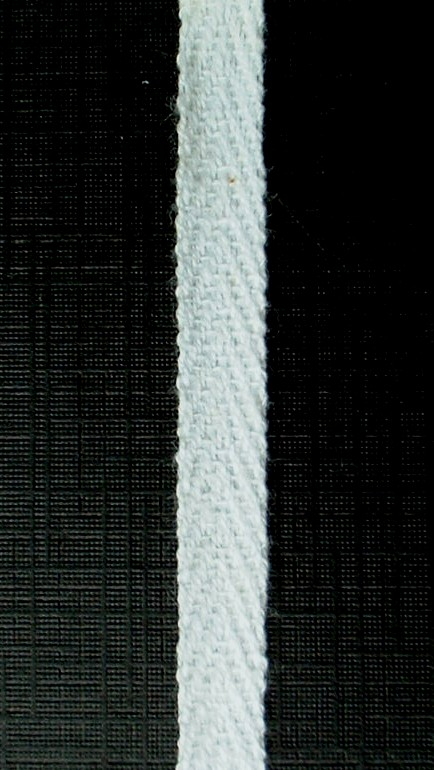
Bavlněná pertle, šířka 6 mm (z roku 2012)

Pertle je plochý prýmek splétaný z bavlněné nebo viskózové příze.
Pertle se vyrábějí s hladkým, oboulícním povrchem, v různých barevných odstínech, zpravidla bez vzorování, obvykle v šířkách 3-10 mm. Použití: poutka, šněrovadla, lemy drobných oděvů, pupeční šňůry  

## Alternativní názvy a významy
- tkaloun,[3] tkanička, šňůrka
- Překlad názvu do cizích jazyků:

Pertle se překládá např.: trimmed braid (anglicky), Tresse (německy) – což jsou prýmky z velké části s poněkud odlišným vzhledem (často provázané efektními (leonskými) nitěmi) a použitím (zpravidla jako zdobné pásky).
- Definice prýmku tresa (název je odvozený z německého Tresse) je téměř totožná s definicí pertle.[4]